# アドルフ・オイゲン・フィック

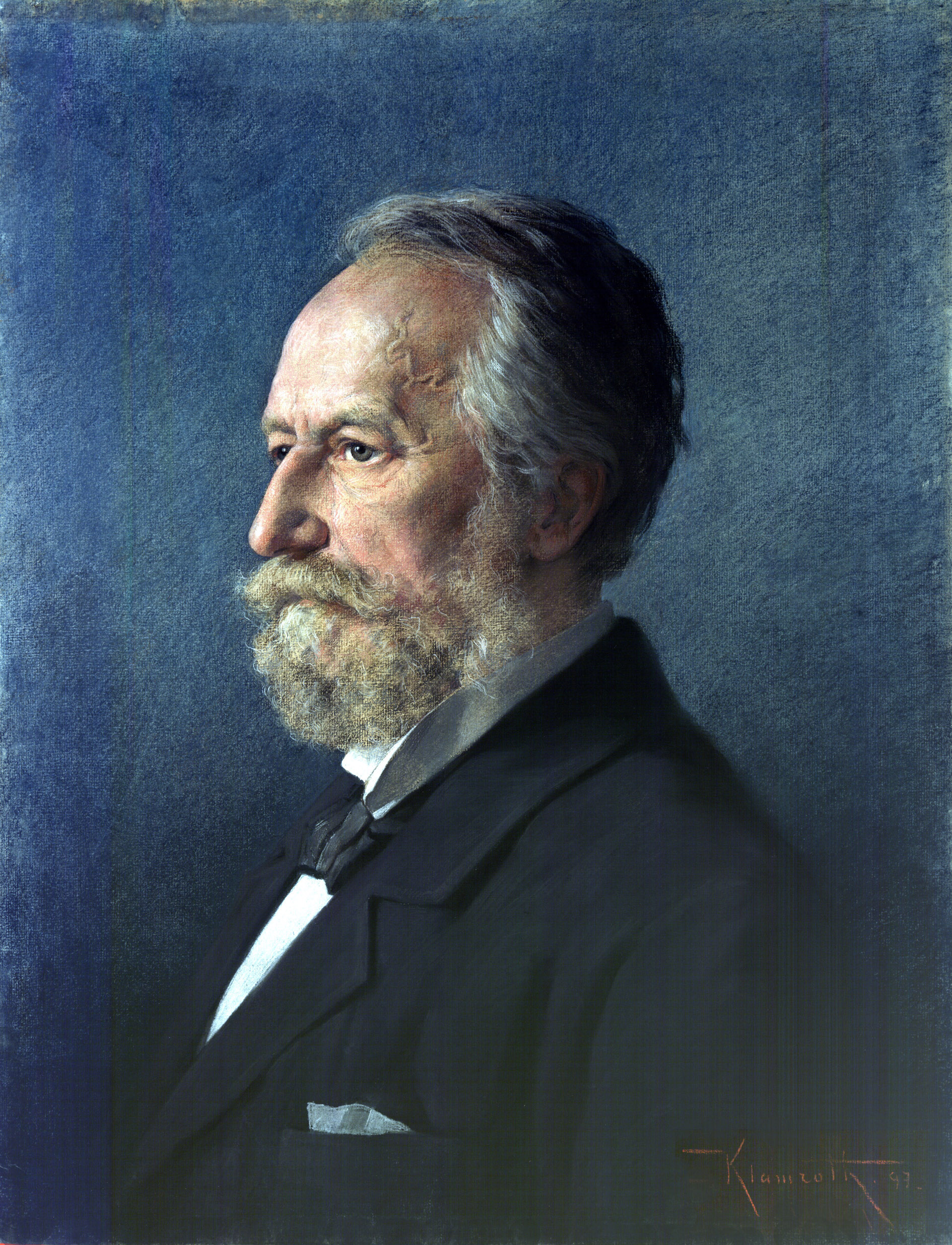
アドルフ・オイゲン・フィック

アドルフ・オイゲン・フィック（Adolf Eugen Fick, 1829年9月3日 - 1901年8月21日）は、ドイツの生理学者、物理学者、医師である。1855年、膜を通過する気体の拡散についてフィックの法則を導いた。
マールブルク大学で物理を学んだが、すぐに生理学に転向した。1851年乱視の研究で学位を得る。チューリッヒ大学で解剖学の教授になった。1867年からヴュルツブルク大学で生理学の教授になった。1893年コテニウス・メダル受賞。

## フィックの名にちなむ項目
- フィックの原理

身体に取り込まれた酸素量は動脈血と静脈血の酸素含量の差と心拍出量との積で求められる。
- フィックの法則

拡散に関する法則